# 渡辺藤一 (英語教育学者)
渡辺 藤一（わたなべ とういち、1912年9月-2001年3月8日）は、英語教育学者。筆名・渡辺登士。
名古屋市生まれ。1934年東京高等師範学校英語科卒。1937年学習院助教授、44年教授、学習院大学教授、1969年立正女子大学教授、1972年創価大学文学部教授、文学部長、副学長、92年定年。『英語教育』で「クエスチョンボックス」の欄を担当した。後年、登士（とうし）の筆名を用いた。

## 著書
- 『英語の教養』創芸社 1950
- 『英作文十日間』創芸社 1951
- 『英語の語法 英文法・英作文の参考』創芸社　1952
- 『英文解釋十日間』創藝社 1953
- 『重要英単語記憶法』創芸社 1956
- 『1日1問中学英語の基本応用問題研究 あらゆる問題とまとめと補説』学生社 1958
- 『現代英文法講座 第5巻 前置詞・接続詞・間投詞』研究社出版 1958
- 『資料英語 英文法・英米文学・英米事情 英語と和文の両方から引ける』清水書院 1958
- 『英語の語法研究・十章 実例に基づく英語語法の実証的観察』渡辺登士 大修館書店 1989

### 共編
- 『中学生の英語』渡辺謙共編 清水書院 1956
- 『英語語法大事典』石橋幸太郎、広瀬泰三、伊藤健三、高梨健吉、鳥居次好共編　大修館書店、1966
- 『続・英語語法大事典』渡辺登士、福村虎治郎、河上道生、小西友七、三浦新市、空西哲郎、安藤貞雄共編著 大修館書店 1976
- 『続・英語語法事典』渡辺登士、石橋幸太郎、安藤貞雄共編 大修館書店 1977
- 『英語語法大事典 第3集』渡辺登士、福村虎治郎、河上道生、小西友七、三浦新市、空西哲郎、安藤貞雄共編著 大修館書店 1981
- 『英語語法事典 第3集』渡辺登士ほか編 大修館書店 1983
- 『英語語法活用大辞典』渡辺登士編著 大修館書店 1987
- 『英語語法大事典 第4集』渡辺登士、河上道生、村田勇三郎、福村虎治郎、小西友七共編著 大修館書店 1995